# Liste der Naturschutzgebiete im Landkreis Trier-Saarburg
Im rheinland-pfälzischen Landkreis Trier-Saarburg gibt es die in der folgenden Liste aufgeführten Naturschutzgebiete.
| Name                                                           | Bild | Kennung               | Einzelheiten | Position | Fläche Hektar | Datum |
| -------------------------------------------------------------- | ---- | --------------------- | --- | -------- | ------------- | ----- |
| Gillenbachtal                                                  |      | 7211-051 WDPA: 163246 | Sirzenich, Pallien Stadtnahes Bachtal des Gillenbachs, Orchideen und Kryptogamen (Sporenpflanzen), Kleinseggenried, Laubmischwald, Kalk-Steilwände. | ⊙        | 38,59         | 1995  |
| Kahlenberg am Sievenicherhof                                   |      | 7211-053 WDPA: 163971 | Sirzenich, Pallien Orchideenreiche Halbtrockenrasen und Trockenrasen, Gebüsch und Mischwald, Lebensraum seltener und bedrohter Tier- und Pflanzenarten, insbesondere von Vögeln und Insekten.                                                           | ⊙        | 15,51         | 1990  |
| Rechberg bei Olk                                               | BW   | 7235-002 WDPA: 82374  | Olk, Ralingen Rechberg mit artenreichen Kalkmagerrasen, Gebüschsäumen und Laubmischwaldformationen | ⊙        | 47,93         | 1986  |
| Wiltinger Saarbogen                                            |      | 7235-051 WDPA: 319339 | Wiltingen, Kanzem, Schoden, Filzen letzter weitgehend naturnaher Flussabschnitt an der Unteren Saar | ⊙        | 172,1         | 1997  |
| Nitteler Fels                                                  |      | 7235-061 WDPA: 318855 | Wellen, Nittel Kalkmager-, Trockenrasen-Komplex mit Dolomitfels-Formationen an der Obermosel | ⊙        | 23,85         | 1998  |
| Wawerner Bruch                                                 |      | 7235-062 WDPA: 166188 | Wawern Feuchtbiotopzone mit Schilfröhricht, Großseggen-Riedern und nassen Hochstaudenfluren sowie Teilstück eines verlandeten Saar-Mäanders | ⊙        | 43,81         | 1990  |
| Hang am Hohengöbel bei Kimmlingen                              | BW   | 7235-063 WDPA: 163518 | Möhn, Kordel Halbtrockenrasen-Gesellschaften und gehölzreiche Übergangsformation | ⊙        | 26,14         | 1986  |
| Ried am Föhrenbach                                             | BW   | 7235-064 WDPA: 165172 | Föhren, Schweich großer zusammenhängender Schilfröhrichtbestand und umliegende Feucht- und Nass-Wiesen | ⊙        | 44,3          | 1991  |
| Panzbruch bei Greimerath                                       |      | 7235-066 WDPA: 82303  | Greimerath Hunsrückbruch mit hochmoorartigem Charakter | ⊙        | 33,92         | 1983  |
| Königsbachtal bei Neuhütten                                    | BW   | 7235-067 WDPA: 164199 | Neuhütten, Züsch Rodungsinsel im geschlossenen Waldgebiet des Hochwaldes | ⊙        | 219,32        | 1996  |
| Klinkbachtal                                                   |      | 7235-068 WDPA: 378110 | Lampaden, Paschel, Schömerich, Hentern Fließgewässerökosystem des Klinkbachs und seiner Nebenbäche mit den angrenzenden Quellbach- und Bachuferwäldern                                                                                                  | ⊙        | 172,22        | 2006  |
| Langheck bei Nittel                                            |      | 7235-070 WDPA: 318711 | Nittel artenreicher Kalkmagerrasen-Komplex an der Obermosel | ⊙        | 42,25         | 1998  |
| Eidenbruch bei Gusenburg                                       |      | 7235-076 WDPA: 329341 | Gusenburg, Grimburg typisches Feuchtgebiet der Hunsrück-Hochfläche | ⊙        | 14,93         | 1999  |
| Enterbachtal                                                   |      | 7235-084 WDPA: 318354 | Holzerath, Schöndorf naturnahes Bachtal mit angrenzenden bewaldeten Hangbereichen | ⊙        | 148,03        | 1999  |
| Perfeist bei Wasserliesch                                      |      | 7235-086 WDPA: 164986 | Wasserliesch artenreiche Halbtrockenrasen- und Kalkbuchenwald-Gesellschaften | ⊙        | 22,43         | 1986  |
| Auf der First bei Fusenich                                     | BW   | 7235-087 WDPA: 162280 | Mesenich, Fusenich, Liersberg artenreiche Kalkmagerrasen im Südteil des Bitburger Gutlands | ⊙        | 62,07         | 1996  |
| Wadrilltal zwischen Felsenmühle und Grimburg                   |      | 7235-091 WDPA: 319267 | Reinsfeld, Grimburg, Kell für Hoch- und Idarwald bzw. die Hunsrück-Hochfläche typische Bachtäler der Wadrill und des unteren Engbaches mit bewaldeten Hangbereichen im Bereich der Grimburg                                                             | ⊙        | 211,21        | 1999  |
| Saarsteilhänge am Kaiserweg (rheinland-pfälzischer Teil)       |      | 7235-092 WDPA: 165277 | Taben-Rodt Teil des unteren Saartales mit Schlucht- und Hangwäldern, Blockschutthalden und naturnahen Bachtälern | ⊙        | 120,92        | 1992  |
| Osterbachtal bei Reinsfeld                                     |      | 7235-095 WDPA: 318921 | Reinsfeld für die Hunsrück-Hochfläche typisches, weitgehend naturnahes Osterbachtal | ⊙        | 24,04         | 1999  |
| Keller Mulde mit Leh- und Rothbachtal, mit Laberg und Grammert |      | 7235-097 WDPA: 318638 | Kell, Waldweiler, Mandern, Schillingen Teilabschnitt der oberen Ruwer und ihrer Nebenbäche; Offenland in Tal- und Bachabschnitten der Oberen Ruwer, von Leh- und Rothbachtal und auf dem Laberg; Bruch- und Sumpfwälder am Grammert in der Keller Mulde | ⊙        | 271,68        | 1999  |
| Ralinger Röder                                                 | BW   | 7235-099 WDPA: 165092 | Wintersdorf (Ralingen), Ralingen, Olk artenreiche Laub-, Mischwald- und Gebüsch-Formationen an den Hängen des Sauertales, insbesondere des Eichen-Elsbeeren-Waldes (Lithospermo-Quercetum) und des Orchideen-Kalk-Buchenwaldes (Carici-Fagetum)         | ⊙        | 98,84         | 1986  |
| Eiderberg bei Freudenburg                                      |      | 7235-100 WDPA: 81591  | Freudenburg Eiderberg mit artenreichen Kalkmagerrasen, Gebüschen, Gebüschsäumen, Orchideen und ehemaligen Kalksteinbrüchen | ⊙        | 33,82         | 1995  |
| Legende für Naturschutzgebiet                                  |      |                       | |          |               |       |